# Singmogil
Singmogil, ou jour des arbres (en hangeul 식목일 en hanja 植木日 ) est une des fêtes nationales de la Corée du Sud, célébrée le 5 avril.
Au lendemain de la guerre de Corée, le gouvernement sud-coréen a décidé de célébrer le jour des arbres pour remédier aux destructions et à la déforestation dues au conflit. 
Aujourd'hui, les citoyens sud-coréens continuent de planter des arbres et des fleurs, et le jour des arbres témoigne du respect de la nature et de l'environnement.